# Gregorio Sebastio
Gregorio Sebastio (Novoli, 8 maggio 1878 – Maglie, 19 agosto 1921) è stato un medico e naturalista italiano.

## Biografia
Nato nel Salento, Gregorio Sebastio si trasferì a Napoli nel 1895, e a soli 17 anni ottenne di essere ammesso alla facoltà di medicina della R.Università. Nella città partenopea divenne anche stretto collaboratore di Lorenzo Capobianco “aiutante alla Cattedra e Direzione” del Real Museo Zoologico dell'Università ed entrò a far parte della R. Società di Scienze Naturali di Napoli. Sebastio, conseguita la laurea, ritornò quindi in provincia di Lecce, a Maglie, dove, abbandonando almeno ufficialmente la medicina, rivolse i suoi interessi alla paleontologia, affascinato dagli studi del salentino Oronzo Gabriele Costa, alle scienze naturali ed alla tassidermia.
Sebastio si dedicò metodicamente allo studio della flora e della fauna della Terra d’Otranto e condivise le sue osservazioni con noti studiosi dell'epoca con cui intrecciò fitti scambi epistolari. Particolarmente interessanti i carteggi con Francesco Henke e Giuseppe di Martino, entrambi noti preparatori del Museo Zoologico della Real Università di Napoli. Egli fu in contatto anche con studiosi di altre branche del sapere quali lo storico di antichità Luigi Maggiulli di Muro Leccese, l'orientalista Giuseppe Gabrieli, divenuto nel 1903 bibliotecario dell'Accademia dei Lincei, originario di Calimera, e Cosimo De Giorgi di Lizzanello, Lecce, geologo e sismologo.
I numerosi contatti stretti da Sebastio negli anni immediatamente successivi alla prima guerra mondiale con studiosi quali i medici Giuseppe Parravicino, direttore dell'Istituto di Anatomia Patologica del R. Manicomio di Mombello (Limbiate-Milano) e Attilio Maggia, fanno supporre un crescente interesse nel nostro studioso per l'imbalsamazione artificiale umana.
Morì nel 1921 in circostanze mai del tutto chiarite senza lasciare eredi.

## Opere
- Sebastio Gregorio, I fossili di Terra d'Otranto, Stabilimento Tip. G. Cattaneo, Napoli, 1901.
- Sebastio Gregorio, I veleni in natura, Stabilimento Tip. F. Azzolino, Napoli, 1906.
- Sebastio Gregorio, Esperienze di tassidermia, Lecce, 1911.
- Sebastio Gregorio, La conservazione dei rettili e degli anfibi, Nardò, 1917.